# Tatort: Mitternacht, oder kurz danach
Mitternacht, oder kurz danach ist eine Folge der ARD-Krimireihe Tatort. Die vom Südwestfunk (SWF) unter der Regie von Michael Lähn produzierte Episode wurde als 103. Tatort-Folge am 26. August 1979 in der ARD ausgestrahlt. Es ist der zweite Fall mit Kommissarin Buchmüller.

## Handlung
Der Kunstmaler Manfred Enders besucht am Abend Regine, die Frau seines Maler-Freundes Kurt Homberg. Unterdessen präsentiert der erfolgreiche Homberg im Atelier nebenan dem Galeristen Meidl und der Fernseh-Redakteurin Dr. Ursula Pless seine neuesten Werke. Als er kurz in die Wohnung zurückkehrt, überrascht er Enders und seine Frau zusammen auf dem Sofa. In der anschließenden kleinen Party lobt Pless die Zeichnungen von Enders, die sie in Hombergs Atelier gesehen hat. Darauf bricht Homberg die Feier ab und schickt seine Gäste abrupt nach Hause. Er wolle mit seiner Frau allein sein. Pless bietet Regine an, über Nacht zu ihr zu kommen. Als sie zu zweit sind, streitet Homberg mit seiner Frau. Er zerstört die Bilder ihres Liebhabers Enders, die er diesem abgekauft hatte. Regine lässt ihn daraufhin allein zurück. Enders sucht währenddessen seine Stammkneipe auf und trinkt dort mit Freunden, bis er kaum noch gehen kann. Mit dem Auto fährt er durch die Stadt. Kurz danach taucht Regine in der Wirtschaft auf und fragt nach Enders.
Als Meidl am nächsten Morgen zum Frühstück zurückkommt, ist das Haus leer. Er findet Homberg tot hinter dem Frühstückstisch liegen. Die Spuren deuten auf einen Kampf, in dessen Folge er mit dem Kopf auf die Tischkante geschlagen ist.
Oberkommissarin Buchmüller befragt Meidl als erstes und erfährt so die Namen der Gäste des Vorabends. Danach sucht sie bei Dr. Pless Hombergs Ehefrau Regine auf, die dort übernachtet hatte. Sie leugnet, dass es eine Auseinandersetzung gegeben habe. Anschließend befragt Buchmüller Hombergs besten Freund Manfred Enders. Der erinnert sich nur mühsam, dass Homberg die Party abrupt beendet hatte, weiß aber nicht mehr, warum Homberg verärgert war. Buchmüller hält ihn für glaubwürdig und stellt schnell fest, dass er mit Hombergs Frau ein Verhältnis hat. Sie spricht Enders darauf an, doch der wiegelt ab, dass dies nichts weiter zu bedeuten habe. Homberg habe das gewusst, und seine Frau habe auch nur ihren Mann geliebt.
Enders befragt den Wirt seiner Stammkneipe, was in der Nacht passiert sei – er habe einen Filmriss. Später sucht er Regine auf und befragt sie, weil er sich nicht erinnern kann.
Dr. Pless, die mit Homberg eine Reportage gemacht hatte, stellt der Kommissarin Filmmaterial des letzten Interviews zur Verfügung. Als Buchmüller dieses Regine Homberg zuhause vorführt, bricht diese in Tränen aus und erzählt vom Blut am Kopf des Toten, obwohl sie die Leiche am Tatort gar nicht gesehen hat. Enders bekommt im Nebenraum diese Situation mit. Die Kommissarin vermutet, dass Homberg ihren Mann umgebracht hat. Jahrelang hatte sie ihr eigenes Leben dem ihres Mannes zurückgestellt. Nach polizeilichen Recherchen hatte sie sich sogar bei einem Anwalt über eine mögliche Scheidung informiert. Sie hat es aber nicht fertiggebracht, ihn zu verlassen, obwohl sie eigentlich Enders liebte.
Als Buchmüller Regine Homberg im Kommissariat befragt, bleibt sie stumm. Da kommt Enders in den Raum und gesteht, an Regine gewandt, er sei schuldig: in der Nacht sei er zu Homberg zurückgefahren; da habe dieser begonnen, Enders Bilder zu zerstören; im Streit sei Homberg auf den Tisch gefallen und gestorben. Da erzählt Regine, sie habe sich Hombergs Tod gewünscht; in der Nacht sei sie zurückgekehrt und habe ihn auf dem Boden liegen gesehen.
Es bleibt unklar, ob Enders aus Liebe zu Regine die Schuld auf sich genommen hat.

## Hintergrund
Die verwendeten Gemälde und Zeichnungen wurden von Peter Nagel und Bert Gerresheim zur Verfügung gestellt.
Die verwendete Musik stammt von Mike Oldfield (Incantations Part Three) und Jean Michel Jarre (Équinoxe Part II). Außerdem ist Jon Lord mit dem Stück "Bourée" vom Album Sarabande zu hören. Die im Film gezeigte abgespielte LP, von der laut Handlung die Musik stammt, ist jedoch erkennbar eine andere.

## Rezeption

### Einschaltquote
Die Folge erreichte bei ihrer Ausstrahlung am 26. August 1979 eine Einschaltquote von 48,00 Prozent.

### Kritik
Die Kritiker der Fernsehzeitschrift TV Spielfilm sind der Meinung: „Oberkommissarin Buchmüller […] hat in ihrem zweiten (und vorletzten) Fall kaum noch Spielraum. Spannend ist vor allem die gelungene Darstellung des 70er-Jahre-Künstlermilieus.“ Fazit: „Krimi mit pointierten Charakterskizzen.“